# Неес, Михаель
Михаэль Неес (нем. Michael Nees; 23 июля 1967, Карлсруэ, ФРГ) — немецкий футболист, тренер и функционер.

## Биография
В качестве футболисты выступал в немецкой Оберлиге. Рано закончил карьеру и приступил к тренерской и управленческой работе. Неес работал в федерациях Японии, ЮАР, Израиля и Косово. В 2003 году начал свою тренерскую карьеру, сменив француза Доминика Батене на посту наставника сборной Сейшельских островов. В 2006 году на фоне популярности немецкой тренерской школы Неес возглавил сборную Руанды, однако вскоре он уступил свое место хорвату Йосипу Куже.
С 2013 по 2015 гг. немец являлся техническим директором федерации футбола Израиля и параллельно руководил ее молодежной сборной. Позднее он занимался аналогичной работой в Косове. В 2021 году специалист возглавил молодежную сборную.

## Достижения
- Бронзовый призер Кубка КЕСАФА (1): 2006.